# Cantinona
Cantinona is een geslacht van wantsen uit de familie van de Tingidae (Netwantsen). Het geslacht werd voor het eerst wetenschappelijk beschreven door William Lucas Distant in 1913.

## Soorten
Het genus bevat de volgende soorten:

- Cantinona praecellens Distant, 1913
- Cantinona takamakana Duarte Rodrigues, 1979